# Ciputat (ort i Indonesien)
Ciputat är en ort i Indonesien.   Den ligger i provinsen Jawa Barat, i den västra delen av landet, 17 km väster om huvudstaden Jakarta. Ciputat ligger 23 meter över havet och antalet invånare är 207 858.
Terrängen runt Ciputat är platt, och sluttar norrut. Runt Ciputat är det mycket tätbefolkat, med 10 000 invånare per kvadratkilometer. Närmaste större samhälle är Jakarta, 16,7 km öster om Ciputat. Runt Ciputat är det i huvudsak tätbebyggt.